# Jeffrey DeMunn
Jeffrey DeMunn (Buffalo, New York, SAD, 25. travnja 1947.) američki glumac.

## Životopis
DeMunn je rođen u Buffalu, sin je Violete (djevojački Paulus) i Jamesa DeMunna, a posinak glumice Betty Lutes DeMunn.  Diplomirao je umjetnost na engleskom jeziku.
Preselio se u Englesku u ranim 1970-ih, gdje je glumio u Bristolu. Kada se vratio u SAD, nastupao u Royal Shakespeare Company u Kralju Learu te je glumio u nekoliko drugih predstava u drugim kazalištima.
Poznat je kao miljenik redatelja Franka Darabonta, koji mu je dao uloge u filmovima Iskupljenje u Shawshanku, Zelena Milja, Majestic i Magla. Pojavio se i u filmovima Stephena Kinga. Godine 1995., osvojio je nagradu CableACE za najboljeg sporednog glumca u filmu ili miniseriji za ulogu serijskog ubojice Andreja Čikatila a bio je i nominiran za nagradu Primetime Emmy za istu ulogu.
Gostovao je u nekoliko televizijskih serija. Među kojima su serije Kojak, Zakon i red i druge. Dvije sezone (2010. – 2012.) utjelovio je Dala Horvatha u seriji Živi mrtvaci, nakon toga glumio je u seriji Izgubljeni Anđeli.
DeMunn je oženio Ann Sekjaer 1974. godine, razveli su se 1995. Oženio je Kerry Leu 2001. godine. Ima dvoje djece, Heather i Kevina, koji je zajedno s njim radilo na filmu Majestic.

## Vanjske poveznice
- Jeffrey DeMunn na Internet Movie Database